# Saint-Amand-les-Eaux
Saint-Amand-les-Eaux är en kommun i departementet Nord i regionen Hauts-de-France i norra Frankrike. Kommunen är chef-lieu över 2 kantoner som tillhör arrondissementet Valenciennes. År 2022 hade Saint-Amand-les-Eaux 16 042 invånare.

## Befolkningsutveckling
Antalet invånare i kommunen Saint-Amand-les-Eaux
| Referens: INSEE |